# 서기스 바러게즈
서기스 바러게즈(Sugith Varughese, 1958년 4월 25일 ~ )는 캐나다의 저자, 배우, 각본가이다.
코치에서 태어났다.

## 영화
- 리전 (2017년)
- 오펀: 천사의 비밀 (2009년)
- 쏠라 어택 (2006년) - 파텔 역
- 소녀 탐정 렉시 (2002년)
- 크리스토퍼, 제발 니 방 좀 치워 줘 (2001년)
- 크리미널 인스팅트 - 더욱 차가운 죽음 (2001년)
- 살인 공모 (2000년)
- 미션 투 마스 (2000년)
- 레릭 헌터 (1999년)
- 디펜더스 3 (1998년)
- 나이트 히트 (1985년)
- 오버드론 앳 더 메모리 뱅크 (1983년)